# Delta-Plane (marque)
Ne doit pas être confondu avec Deltaplane.
Delta-Plane est une marque commerciale française, créée en 1973, pour la vente d'aéronefs de vol libre, nommés depuis communément « deltaplane » .

## Origines
Christian Paul-Depasse est un jeune passionné d’aviation. Titulaire du B.E.S.A. (Brevet élémentaire des sports aériens) il est formé au Centre de jeunesse de vol à voile de Beynes en région parisienne, breveté pilote de planeur à l’âge de 16 ans, et pilote privé d'avion dès 17 ans. Il découvre dans la presse, en février 1972, le rassemblement des hommes volants à Los Angeles, et la même année, en août, le survol au-dessus de la Tour Eiffel du Grec Yannis Thomas avec son aile souple Rogallo. Christian Paul-Depasse se rend trois mois plus tard à Los Angeles, pour y découvrir le Hang gliding, le nouveau sport des hommes volants californien, qui se développe aux États-Unis. Sur place, il rencontre, Joe Faust (en), rédacteur du journal Low and Slow, Dick Eipper, et Dave Cronk, des pionniers des premières ailes volantes permettant de se déplacer dans les airs, sans instruments, sans moteur, sans levier de commande. 
Il réalise ses premiers vols Hang Gliding en décollant des dunes de Dockweiller State Beach (en),  face au Pacifique. Son instructeur, Dick Eipper, 25 ans, fabrique en série à Torrance le Flexi-Flier. Cette aile est conçue selon les principes aérodynamiques de Francis Rogallo, ingénieur de la NASA. Satisfait de son expérience du vol Ultra light, il ramène en France une aile delta.[pas clair]
Dès son retour, il écrit dans plusieurs revues, des articles relatant cette nouvelle discipline, illustrés de photos prises en Californie.  
Dans le même temps, après quelques vols dans le ciel de France, avec son aile américaine, dont la presse se fait l’écho, Christian Paul-Depasse reçoit un abondant courrier de personnes intéressées par l’achat de ces ailes delta et la pratique du Hang Gliding, terme dont l’équivalent en français n’existe pas encore,. La demande est importante, Christian Paul-Depasse, 23 ans, décide de lancer ce nouveau sport en France, afin de permettre au plus grand nombre, de réaliser le plus vieux rêve de l’homme : voler. Fin 1972, importer des ailes, et des pièces détachées, de Californie n’est pas aisé, les constructeurs américains sont débordés par la demande due au succès grandissant du Hang Gliding, et les délais de livraison ne sont pas fiables. 

## Naissance du premier Delta-Plane

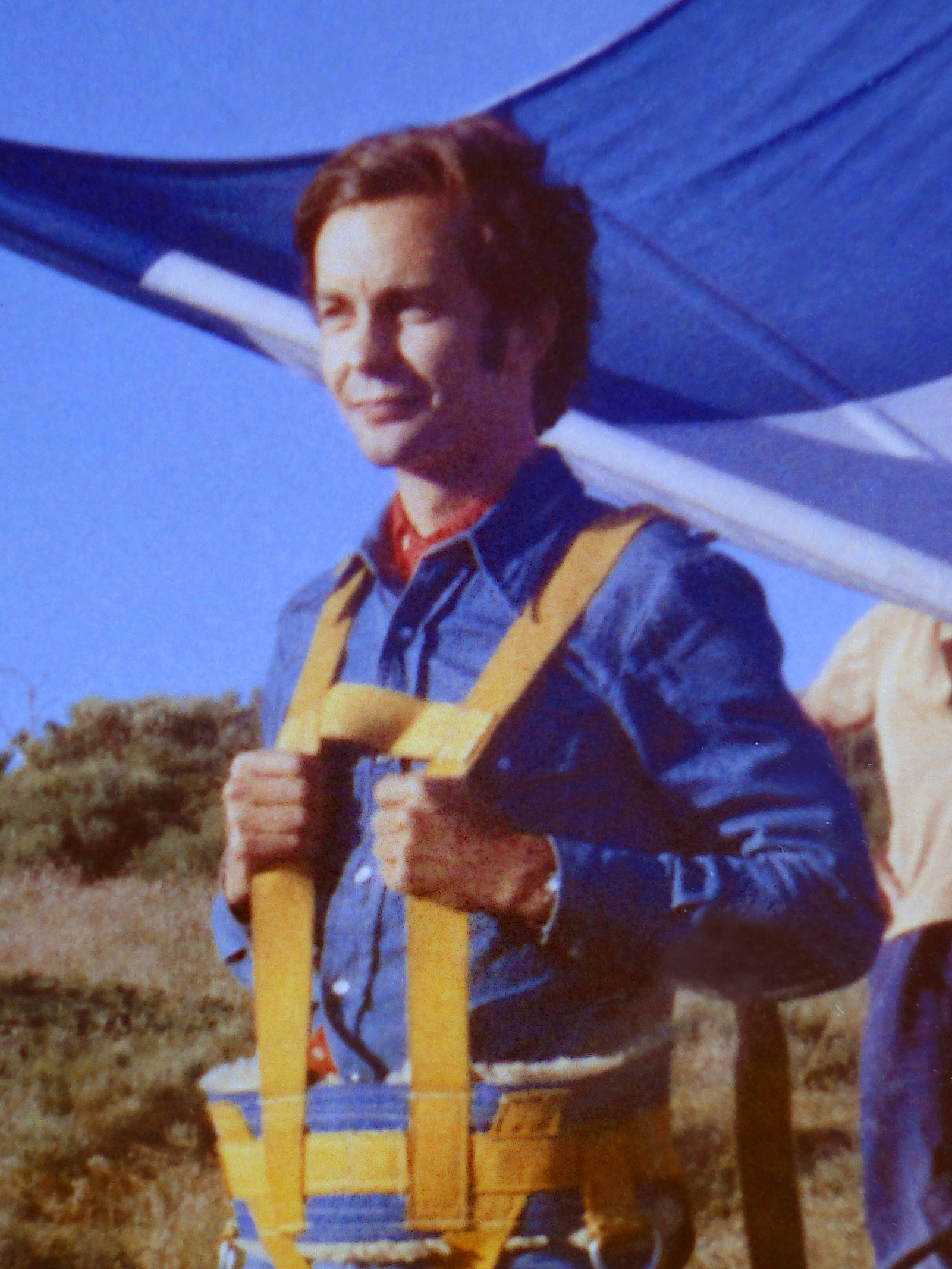
Christian Paul-Depasse, créateur du Delta-Plane.

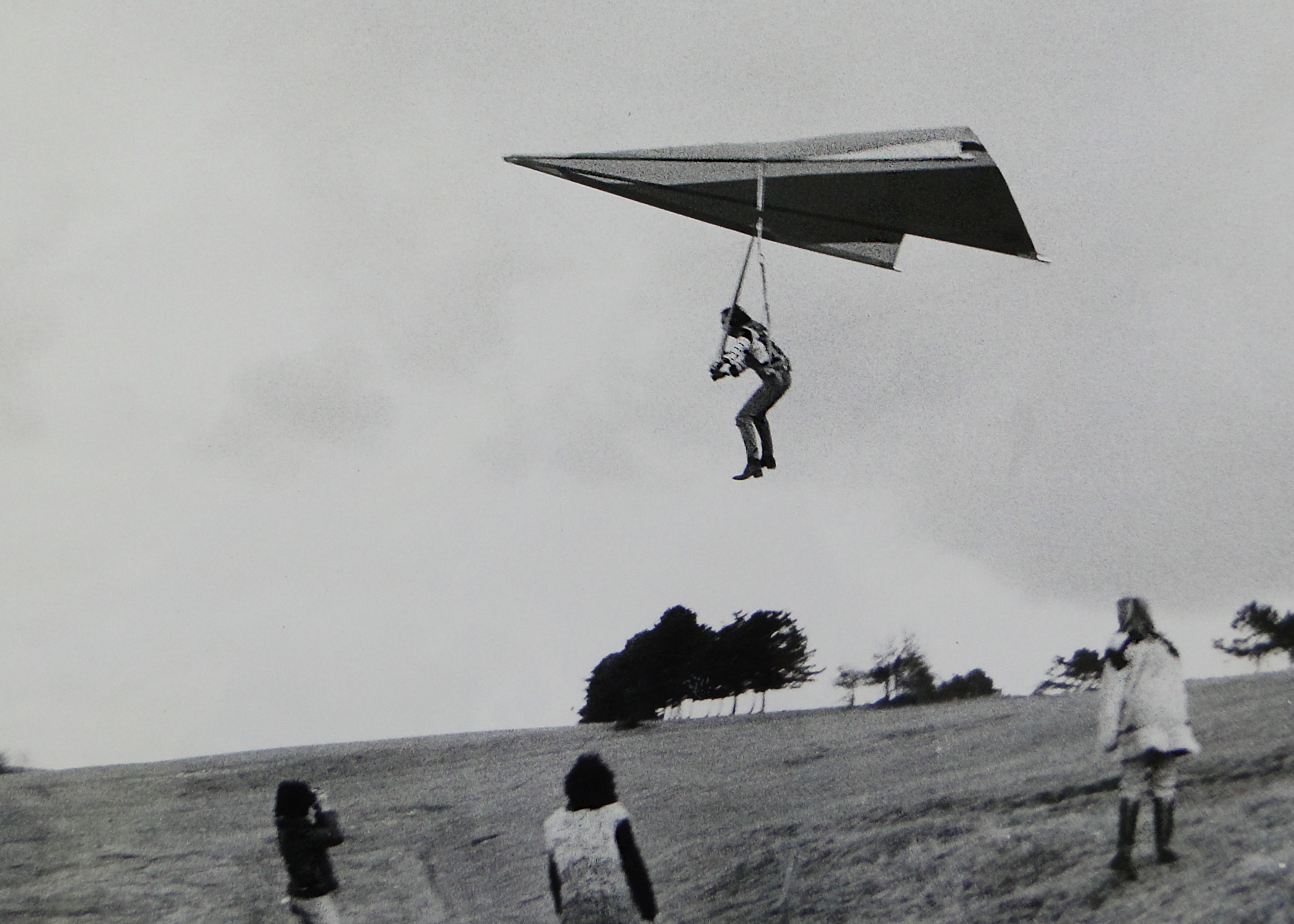
Premiers vols du prototype en Ile-de-France.

En décembre 1972, Christian Paul-Depasse, fabrique un premier prototype d’aile delta, modèle réduit de 2,50 mètres d’envergure. Avec cette maquette volante, il détermine l’angle d’ouverture de l’aile, la profondeur des lobes de la voilure et délimite le centre de gravité. Après plusieurs vols, qui lui permettent d’affiner les réglages, il fabrique sa première aile en grandeur réelle. De nombreux vols d’essais sont effectués avec son prototype sur des pentes différentes, dans le but d’améliorer la finesse, la stabilité, et la maniabilité.
Le 15 février 1973, Christian Paul-Depasse dépose le brevet S.G.D.G. pour les plans de son aile. Il baptise son aile, Le Delta-Plane. Delta pour la forme, Plane pour la fonction. Le 13 mars 1973, il dépose à l’I.N.P.I. la marque Le Delta-Plane. Quelques jours plus tard, il crée la Société Delta, 28 avenue Hoche à Paris, cette start-up concevra et vendra les ailes et accessoires de la marque Delta-Plane en France et dans le monde. La société Delta sera la première en France à produire en série et à commercialiser des planeurs ultra légers à voilure souple,,. Pour faire connaitre la marque Delta-Plane, sur l’intrados est écrit en lettres majuscules, côté gauche Delta et côté droit de la quille Plane. Le but, que chaque témoin, voyant l’aile, puisse lire et retenir la marque Delta-Plane.

## Fabrication en série
Christian Paul-Depasse cherche pour la fabrication de ces premières ailes françaises, un constructeur aéronautique expérimenté. Pour assurer cette sécurité, la Ste. Delta s’attache la collaboration d’entreprises spécialisées, chacune dans sa partie: Centrair S.A., spécialisée en planeurs de compétitions (Centrair Pégase C101). E.F.A. fabricant de parachute, pour les harnais, et plusieurs fabricants de voile. Dans ces ateliers, sur l’aérodrome du Blanc, dans l’Indre, Centrair S.A. réalise tous les éléments métalliques : mâts, trapèze, ferrures, haubanages, uniquement à base de matériaux de qualité « aéronautique »  et avec les tolérances de fabrication en usage dans cette industrie. C’est là que sont effectués le montage et le réglage des ailes qui font l’objet d’un contrôle technique avant livraison,. 
La société Delta parvient, alors qu’il n’existe aucune statistique sur cette nouvelle activité, à obtenir de la compagnie d’assurances Gras Savoye, la possibilité d’assurer les pilotes membres des futurs clubs Delta-Plane et les pilotes propriétaires de Delta-Plane.

## Caractéristiques et performances

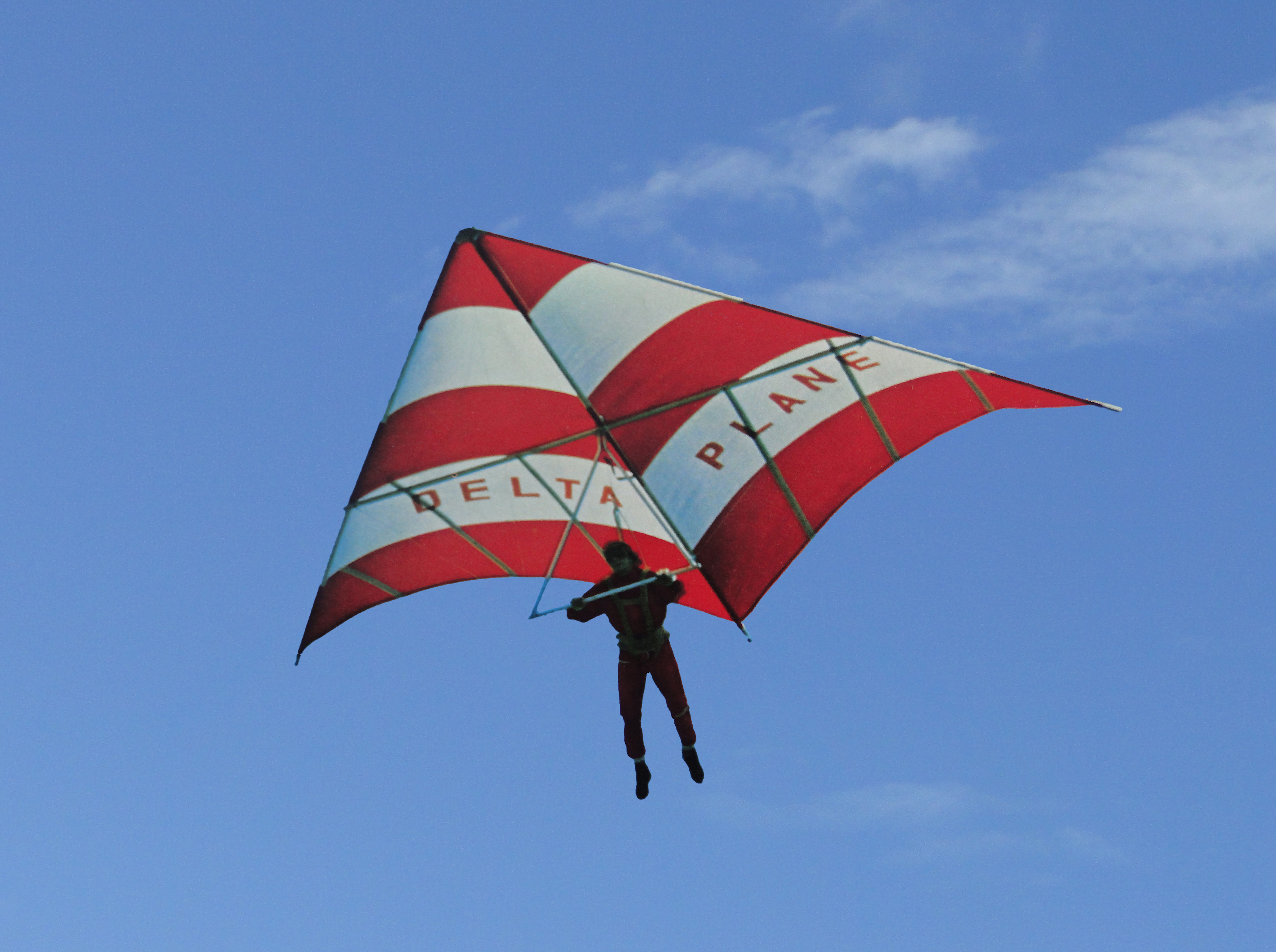
Delta-Plane, première série de 1973.

Le Delta-Plane est constitué d’une aile souple et de l’appareillage nécessaire au soutien d’un pilote: le harnais. L’aile se monte et se démonte en cinq minutes.           
La finesse du Delta-Plane est de 5. Cette aile possède une portance élevée, qui atteint 1,2 pour des angles d’attaque d’environ 40°. Pour cette aile, le décrochage ne survient qu’a un angle d’incidence très important, avoisinant 50°, d’où la possibilité d’atterrir à une vitesse presque nulle. Le décollage ne nécessite aucune aide mécanique, câble tracteur ou catapulte.
Pour prendre son envol, le pilote court quelques mètres, face au vent, ou s’élance à skis sur une pente enneigée.
Christian Paul-Depasse confie à un journaliste: « Faire quelques enjambées face à la brise, puis tout à coup se sentir des ailes, la tête dans le vent avec le paysage qui défile au-dessous de soi, c’est une impression inoubliable. On se sent vraiment devenir oiseau ».

## Principes de pilotage
Sous la voilure du Delta-Plane on trouve une sorte de trapèze : la barre de contrôle. Cette barre est l’unique commande dont dispose le pilote pour diriger sa machine. Elle permet au pilote qui la tient dans ces deux mains de déplacer le centre de gravité de l’ensemble par rapport au centre de poussée, en déplaçant le poids de son corps, suspendu par le harnais en un point situé entre les deux  barres verticales du trapèze,. 

## Lancement en France et en Europe
Christian Paul-Depasse, réalise dès ses premiers vols en aile delta, que son expérience et ces réflexes de pilote d’avion contribuent à la maitrise de son pilotage pendulaire. De ce fait, il considère, que cette nouvelle discipline pour exister durablement, doit proposer une formation théorique et pratique, à l’image de ce qu’il a connu quand il était élève pilote. Ne disposant d’aucune structure pour encadrer ce nouveau sport aérien, la Société Delta, crée une méthode d’apprentissage. 
Dans le journal Aviasport, la revue des pilotes d’avions et de planeurs, dès le début de 1973, chaque mois, il enseigne les principes aérodynamiques et les règles de base du pilotage des Delta-Plane,,,,. Un des chapitres purement techniques sur les données aérodynamiques et les performances de la voilure du Delta-Plane, sera rédigé par trois élèves ingénieurs en aéronautique ayant eu l’occasion via Pierre Contensou, directeur général de l'ONERA, de tester le Delta-Plane grandeur en soufflerie. 
Un guide d’apprentissage de 16 pages, reprenant les principaux thèmes abordés dans la revue Aviasport, accompagne chaque Delta-Plane vendu.
Pour lancer le Delta-Plane, en évitant les incidents, la Société Delta, crée le « Club Delta-Plane », premier club français ou l’on apprend à piloter les Delta-Plane,.  
Dès le printemps 1973, puis toute l’année, le public découvre les « clubs  Delta-Plane ». La télévision et la presse française, mais aussi italienne, espagnole, suisse, expliquent le concept suivant : voler en Delta-Plane n’est pas un exploit de cascadeur, mais un sport, que l’on peut apprendre, et pratiquer comme n’importe quel autre sport. Pour la Société Delta, les retombées sont immédiates. 
Conscient des risques que représente le lancement de cette nouvelle pratique, Yannis Thomas très sollicité par la presse après ses vols au-dessus de Paris, reste discret quelque temps. Puis, découvrant les méthodes choisies par la Société Delta pour former les futurs pilotes, il finit par la rejoindre pour proposer son expérience.
Le 30e salon international de l’Aéronautique et de l’Espace ouvre ces portes au Bourget le 24 mai 1973. La Société Delta est l’exposant No 29447 avec un Delta-Plane déployé non loin du Concorde. La marque Delta-Plane, made in France, est écrite sur la voile bleue et blanc en lettres rouges. Sur place, pendant la durée du salon, la Société Delta fournit des informations sur l’enseignement de la pratique du nouveau sport, et les performances du Delta-Plane. Le salon du Bourget apportera un nouvel afflux de commandes à la société Delta,.

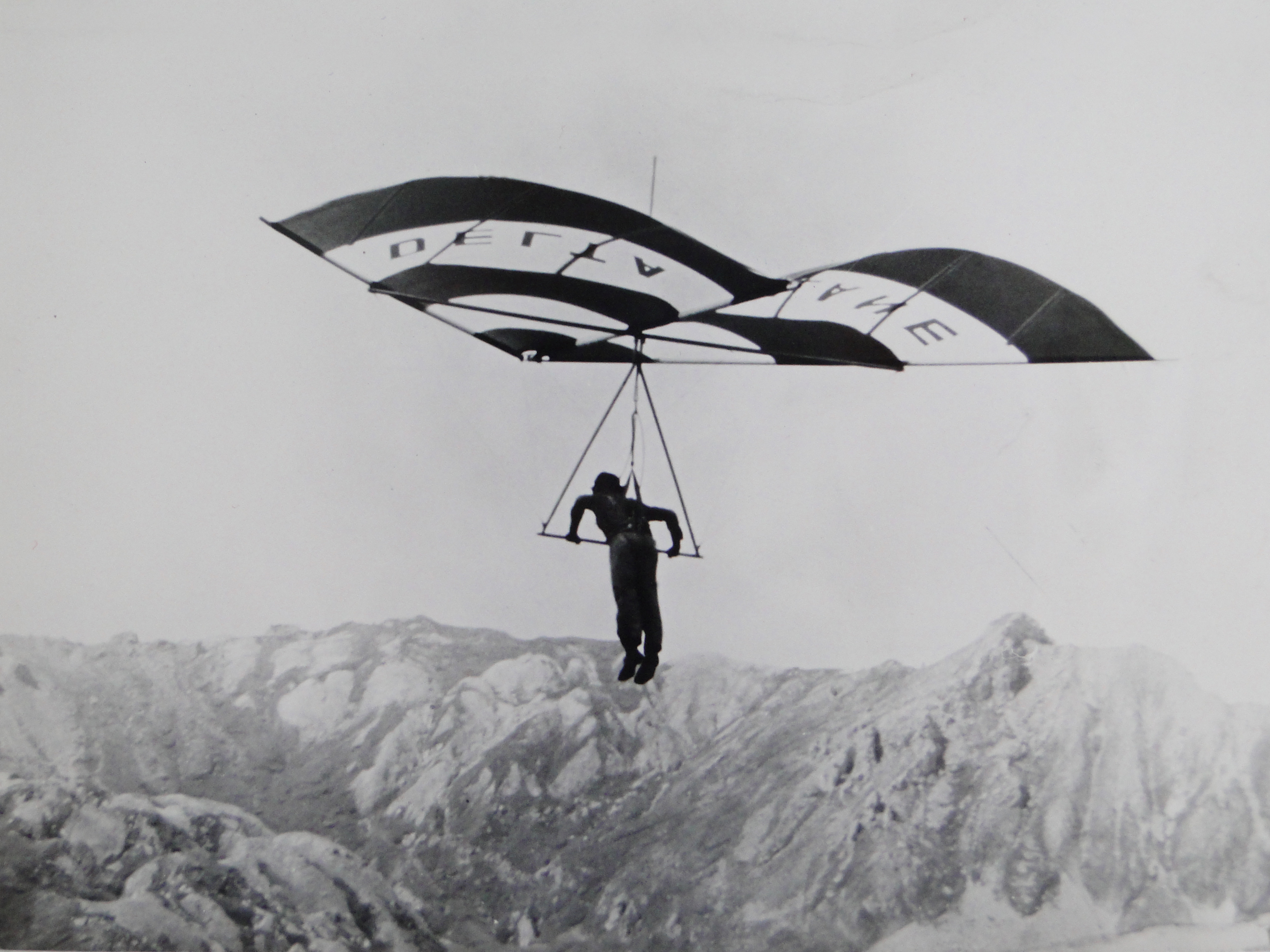
1973, Delta-Plane dans les Alpes française, piloté par Christian Paul-Depasse

À la veille des vacances d’été, le Delta-Plane est décrit dans les médias comme « le nouveau sport à la mode » qui vient des États-Unis,,. Avant le départ du Tour de France, dans le journal L'Équipe, on voit photographié par André Perlstein, le coureur cycliste Raymond Poulidor à bicyclette avec un Delta-Plane dont la barre de contrôle est posée sur le guidon.  
Dans les Alpes, Léo Lacroix, champion de ski, ex descendeur de l’équipe de France, en position prêt à décoller avec un Delta-Plane, cautionne l’apparition prochaine du Delta-Plane dans les stations de sport d’hiver. La marque Delta-Plane, devient le nom du nouveau sport « dans le vent » et de l’aile utilisée pour sa pratique.  
La Société Delta effectue de multiples démonstrations pour tester de nouveaux lieux, où l’utilisation du Delta-Plane est possible, souvent en présence de responsables municipaux, intéressés par la création de cette nouvelle activité à la mode, dans leur commune.  
Au cours de ces nombreux vols, comme ce fut le cas pour la première fois le long des falaises de Millau, dans l’Aveyron, Christian Paul-Depasse, parvient à exploiter les courants ascendants, lui permettant de s’élever avec le Delta-Plane, plus haut que son point de départ et de parcourir des distances, de plus en plus longues. le Delta-Plane a atteint son objectif, devenir un planeur ultra léger. 
Début juillet 1973, la Société Delta part à la conquête de l’Europe. Christian Paul-Depasse se rend en Espagne pour un premier vol depuis le pic de Navacerrada, afin de faire découvrir la pratique du Delta-Plane au public espagnol. L’émission de grande écoute Estudio abierto (es) de la chaîne Televisión Española (TVE) relate ce premier vol dans le ciel espagnol et souligne qu’il ne s’agit pas d’un exploit mais bien d’un nouveau sport. 
En Suisse, à Monthey, Christian Paul-Depasse rejoint Étienne Rhitner, lui aussi pilote de planeur et d’avion, et créateur d’un planeur ultra léger, muni de commandes aérodynamiques. Ensemble ils voleront, pour découvrir, les pentes suisses utilisables pour pratiquer le Delta-Plane, dès l’hiver suivant. 
En Italie, suivant les conseils de Yannis Thomas habitué des lieux, Christian Paul-Depasse vole en Delta-Plane au-dessus du lac de Côme, à proximité de la villa d’Este, en compagnie du futur distributeur de Delta-Plane, l’importateur en Italie des avions Robin. Peu de temps après en Italie, le Delta-Plane s’appellera, Deltaplano.

## Premiers stages
Pour éviter les risques d’accidents dus à un développement désordonné du Delta-Plane, la Société Delta organise dès 1973 des « Stages Delta-Plane ». Il s’agit de rassembler dans un lieu pendant trois jours, de futurs adeptes. Ces stages d’information, de formation technique, et de pilotage sont proposés dans plusieurs stations des Alpes, les Ménuires, Tignes, Méribel, la Clusaz, les Arcs, les Deux Alpes, Flaine. Ces stages Delta-Plane sont annoncés dans les journaux,,, et également dans les revues aéronautiques, pour rassembler le plus grand nombre de pilotes, déjà habitués aux choses de l’air. 
Le premier stage Delta-Plane a lieu aux Ménuires dans les Alpes, le 5 octobre 1973. Il est organisé par la Société Delta, et par le Club des Sports des Ménuires dirigé par Armand Pasquier. Huit Delta-Plane sont disponibles pour les quatre-vingt-dix participants. Parmi eux, des pilotes de planeurs, des pilotes d’avion, dont une dizaine de pilotes d’Air France, des parachutistes et quelques néophytes n’ayant jamais pratiqué d’activité aéronautique.  
Ce premier stage Delta-Plane débute par plusieurs démonstrations de Christian Paul-Depasse, s’élançant à proximité d’une station de télébenne avec des fumigènes et descendant quelque 500 mètres de dénivelé pour venir atterrir devant les nombreux spectateurs. Jean-Claude Killy est venu en voisin, pour découvrir ce nouveau sport de montagne,,,. 

## 1974, les Delta-Plane se multiplient
Courant 1974, Le Delta-Plane est proposé en quatre versions différentes, d’une finesse de 5 à 6, mis au point aux dunes du Pyla en mars 1974, par Yannis Thomas. Delta, pour concevoir les nouveaux deltaplanes. Le Delta-Plane "Yannis Thomas", est le modèle le plus performant. Le Delta-Plane S est un planeur ultraléger d’entrainement de 13 kg. Le Delta-Plane V, est un planeur ultraléger à grande ouverture (90°) pour le vol lent. Le Delta-Plane E est un planeur école, modèle renforcé, de mêmes performances que le « S »,.
Des centres écoles de Delta-Plane se forment dans les Alpes et les Pyrénées,. En Savoie, à proximité de la Clusaz, au lac des Confins, Pierre Goy, le fondateur du ski de fond en France, emploie à partir du 15 novembre 1973, deux moniteurs à plein temps Jean-Michel Leutwyler et Serge Cardot. Ce sont les premiers moniteurs de l’histoire du vol ultra léger français. Leur tâche consiste à former de futurs moniteurs et de futurs pilotes. Pour cela, ils disposent de cinq Delta-Plane. La fourchette des âges des stagiaires se situe entre 25 et 45 ans. Le centre en plus de ces activités d’école est une base de services, d’entretien et de réparation de Delta-Plane,,,.         
À Millau, dans l’Aveyron près des gorges du Tarn, de multiples terrains d’envols et des falaises orientées aux vents dominants, permettent l’apprentissage, l’entrainement et le perfectionnement. La Société Delta crée l’été 1974, un centre Delta-Plane.

## Succès
Dès 1973, Yannis Thomas et Bill Bonney, mettent en garde la Sté. Delta, contre les pratiques de certains nouveaux concurrents peu scrupuleux. Des copies de Delta-Plane fabriquées et vendues à moitié prix, sans mode d’emploi, sans facture, font rapidement leur apparition. Les matériaux utilisés sont parfois dangereux. Pour la structure, des tringles à rideaux au lieu des tubes en aluminium manchonnés, Pechiney Ugine Kuhlmann AU4GT1. Des copies de harnais E.F.A. fabriqués avec des sangles de classeur. Des voilures aux couleurs identiques. Bandes transversales bicolores perpendiculaires à la quille centrale. Sur les vitres des véhicules de ces vendeurs ambulants, sont scotchées des photos parues dans la presse, montrant de vrais Delta-Plane de la marque, afin de se faire passer pour le fabricant. Dans leurs prospectus, des photos copiées dans des magazines où l’on reconnait Christian Paul-Depasse pilotant un Delta-Plane de la marque.[réf. nécessaire]
Avec ces contrefaçons, des accidents se produiront. La presse induite en erreur, évoquera des accidents de « Delta-Plane ». Cette marque étant la seule connue du public. La Sté Delta devra à chaque fois, réclamer des rectificatifs dans les journaux ayant commis l’erreur. Dès mai 1973, la société Delta, alertée par ces agissements, entame les premières actions en justice avec maître R. Bethout et maitre X. Desjeux pour publicité mensongère risquant d’entrainer la mort, concurrence déloyale et saisie arrêt des contrefaçons[réf. nécessaire].
En mars 1974, le canadien Bill Bonney et Yannis Thomas, bien qu’inscrits à la première coupe d’Europe d’Aminona en Suisse, ne veulent pas associer leur nom et leur réputation à cette première épreuve du genre, qui ne répond pas selon eux, à l’état d’esprit qu’ils se font de ce nouveau sport.  
Le matin du 3 mars 1974, premier jour de compétition, l’équipe de la Société Delta trouve le nouveau modèle « Delta-Plane Yannis Thomas », sorti de sa housse, pour être vraisemblablement copié, puis constate que des câbles sont cisaillés. Le Delta-Plane est réparé in extremis, et participe à la première manche. Choqué par l’incident, Christian Paul-Depasse se classe malgré tout 9e sur 42. La seconde manche n'aura pas lieu le lendemain, à cause des mauvaises conditions météo.[réf. nécessaire]

## Essor et naissance du Vol libre
Pour rassembler les nombreux pilotes et obtenir une plus grande crédibilité auprès des pouvoirs publics, dès le premier stage des Menuires, en octobre 1973, il est question de rattachement aux fédérations de vol à voile, ou de parachutisme. Mais le Delta-Plane n’est ni un planeur, ni un parachute, ni même un cerf-volant. Il est donc décidé de fonder une fédération autonome.
Le nom Delta-Plane que tout le monde emploie pour parler de ce sport, est une marque déposée. La future fédération doit donc se trouver une appellation pour se définir. Le nom de la première discipline pratiquée en aéromodélisme, fin du XIXe siècle, est choisi  « Le Vol Libre ».  
Composé par les représentants d’une quinzaine d’associations, le 12 mai 1974, la Fédération française de Vol Libre est créée. La F.F.V.L. sera présidée par Philippe Galy, élève de l’E.N.A. défenseur de la pratique individuelle de loisir.  
1974, le parc des Delta-Plane augmente. On assiste à la montée en puissance et au développement de la nouvelle discipline. Beaucoup d’ailes delta commercialisées en France, sont des copies de modèles américains ou français. Yannis Thomas déçu de constater cette anarchie qui trouble la pratique et l’ambiance de ce sport naissant, retourne en Polynésie à Tetiaroa, pour y créer des maisons écologistes[réf. nécessaire]. 

## Motdeltaplane
En avril 1974, un an après avoir lancé le Delta-Plane, estimant que son rôle de pionnier est terminé, (« Avec le Delta-Plane, j’ai apporté une réponse concrète à un rêve qui est devenu réalité. ») Christian Paul-Depasse décide de tourner la page, il vend la société Delta et la marque Delta-Plane à Étienne Coulombe, polytechnicien, ancien cadre Michelin. Le jeune pionnier recommence à pratiquer l’aviation classique, utilisant par la suite, son avion pour ses déplacements. Après le décès des suites d’une longue maladie du nouveau gérant de la Ste Delta, les redevances pour le dépôt de la marque « Le Delta-Plane » n’étant plus effectuées, le nom Delta-Plane tombe dans le domaine public et s’écrit de plus en plus dans les médias, en un seul mot, deltaplane.
Le Delta-Plane, marque déposée en 1973, et nom du premier planeur ultra léger, fabriqué en série et vendu en France dès 1973, est devenu une appellation générique pour ce type d’aile delta et sa pratique en France et en Europe.